# Rajesh Gopie
Rajesh Gopie es un actor sudafricano de ascendencia india, conocido por su actuación en las series de televisión Stellenbosch, Professionals y The World Unseen.

## Biografía
Gopie nació en Durban, Sudáfrica en una familia india. Obtuvo su licenciatura en Inglés, Drama e Historia en la Universidad de Natal.

## Carrera profesional
Después de su graduación, se mudó a Inglaterra para estudiar teatro durante un año. Después de su regreso a Sudáfrica, realizó la obra de teatro Out of Bounds, sobre la vida de las familias indias sudafricanas.
En Sudáfrica, se unió a varias obras de teatro como Be Proud, Be Yourself, Out of Bounds (1999), The Pinter Sketches, The Wiz and Hamlet (2005), Mahatma-Madiba, Marital Bliss y Too Close for Comfort. En 2001, ganó el premio al Mejor Nuevo Guion Indígena en los premios Fleur du Cap Theatre por la obra Out of Bounds.  También dirigió, escribió y actuó en la popular obra de teatro The Coolie Odyssey en 2002.
En 2013 se le otorgó la Beca Oppenheimer para viajar a Londres a realizar estudios de posgrado. En 2015, dirigió la obra Yerma, escrita por Federico García Lorca.
En 2017, actuó en la película de comedia  Keeping Up with the Kandasamys dirigida por Jayan Moodley.
En 2018, participó en la película Mayfair como 'Aziz', que luego recibió críticas positivas. La película también se proyectó en el 62 ° BFI London Film Festival y Africa in Motion Film Festival en octubre de 2018.

## Filmografía
| Año  | Título                         | Rol            | Tipo                    | Ref. |
| ---- | ------------------------------ | -------------- | ----------------------- | ---- |
| 1993 | Generations                    |                | Serie de televisión     |      |
| 2004 | Zero Tolerance                 | Raks Moodley   | Serie de televisión     |      |
| 2004 | The Eastern Bride              | Masoud Boutros | Película casera         |      |
| 2007 | The World Unseen               | Sadru          | Película                |      |
| 2007 | Stellenbosch                   | Kishore Patel  | Serie de televisión     |      |
| 2008 | Hansie: A True Story           | Rakesh         | Película                |      |
| 2017 | Keeping Up with the Kandasamys | Preggie Naidoo | Película                |      |
| 2017 | Swartwater                     | Jeffrey Nasser | Serie de televisión     |      |
| 2017 | The Indian Detective           | Vecino         | Miniserie de televisión |      |
| 2018 | Mayfair                        | Aziz           | Película                |      |
| 2020 | Professionals                  | Ajay Khan      | Serie de televisión     |      |
| 2020 | New Material                   | Shabir         | Película                |      |